# 俄罗斯轨道服务站
俄罗斯轨道服务站 是一个拟议的俄罗斯空间站，计划于2026年开始建造。该空间站从軌道導航組合暨實驗設施（OPSEK）的概念演变而来，后来发展成为一个新的独立的俄罗斯空间站的计划并从零开始建造。这个计划并不包含国际空间站俄罗斯轨道部分的模块。

## 概述
2021年4月，俄罗斯航天国家集团官员宣布了可能在2024年之后退出国际空间站项目的计划，并表达了对其老化模块状况的担忧。2022年7月26日，俄罗斯航天国家集团宣布已决定在2024年后退出国际空间站项目。一个完全由俄罗斯航天国家集团运营的名为俄罗斯轨道空间站的新空间站将于2020年代中期开始运行。第一次载人任务计划于2026年进行。
俄罗斯轨道服务站将在400公里高度的太阳同步轨道上运行，这将使其能够监测地球的整个表面，尤其是北极地区。该轨道将使空间站建成后将使得从太空对俄罗斯领土进行高频观测成为可能；与国际空间站相比，发射飞船至该空间站更加容易。这将允许新空间站得以进行比现国际空间站的俄罗斯轨道段上相比的更多实验。

## 计划舱段
NEM-1，也被称为科学动力舱1（SPM-1），将是ROSS的核心舱。NEM-1最初计划在2024年发射到国际空间站，但之后决定花费1.5-2年时间对其重新设计，作为俄罗斯轨道服务空间站的舱段使用。截至2021年4月，NEM-1计划于2026年在东方航天发射场用安加拉A5運載火箭发射，新的核心舱（与NEM-1相似）计划于2028年发射。
根据设想，ROSS将包括多达七个舱段，计划在2035年全部完成。第一阶段（2025-2030年）的建设将包括四个模块：基础的NEM-1舱、升级的NEM舱、节点舱和气闸舱。第二阶段（2030-2035年）将包括后勤和生产舱，以及一个为航天器提供服务的平台舱。. 一个最多可容纳四名太空游客的商业舱也在考虑之中。